# Campeonato Potiguar 2000
In 2000 werd het 81ste Campeonato Potiguar gespeeld voor voetbalclubs uit de Braziliaanse staat Rio Grande do Norte. De competitie werd georganiseerd door de Federação Norte-rio-grandense de Futebol en werd gespeeld van 20 februari tot 18 juli. Er werden twee toernooien gespeeld, omdat ABC beide won was er geen finale nodig.

## Eerste toernooi

### Groep A
| Plaats | Club        | Wed. | W | G | V | Saldo | Ptn. |
| ------ | ----------- | ---- | - | - | - | ----- | ---- |
| 1.     | São Gonçalo | 8    | 6 | 1 | 1 | 13:7  | 19   |
| 2.     | ABC         | 8    | 4 | 2 | 2 | 21:12 | 14   |
| 3.     | Alecrim     | 8    | 2 | 2 | 4 | 10:13 | 8    |
| 4.     | Baraúnas    | 8    | 2 | 2 | 4 | 10:14 | 8    |
| 5.     | São Paulo   | 8    | 1 | 2 | 5 | 12:21 | 5    |

|  | Geplaatst voor de tweede fase |

### Groep B
| Plaats | Club                | Wed. | W | G | V | Saldo | Ptn. |
| ------ | ------------------- | ---- | - | - | - | ----- | ---- |
| 1.     | América de Natal    | 8    | 5 | 3 | 0 | 19:3  | 18   |
| 2.     | Corintians          | 8    | 4 | 1 | 3 | 12:10 | 13   |
| 3.     | Potiguar de Mossoró | 8    | 3 | 2 | 3 | 13:15 | 11   |
| 4.     | CAP                 | 8    | 3 | 1 | 4 | 10:13 | 10   |
| 5.     | Pauferrense         | 8    | 1 | 1 | 6 | 5:18  | 4    |

|  | Geplaatst voor tweede fase |
|  | Degradatie play-off        |

### Tweede fase
In geval van gelijkstand gaat degene door die het beste presteerde in de groepsfase. De beste verliezer werd ook opgevist voor de finalegroep.
| Team #1    | Tot.  | Team #2     | 1ste wed | 2de wed |
| ---------- | ----- | ----------- | -------- | ------- |
| Potiguar   | 1 - 5 | São Gonçalo | 1 - 1    | 0 - 4   |
| América    | 3 - 3 | Alecrim     | 2 - 1    | 1 - 2   |
| Corintians | 2 - 2 | ABC         | 1 - 1    | 1 - 1   |

### Finalegroep
| Plaats | Club             | Wed. | W | G | V | Saldo | Ptn. |
| ------ | ---------------- | ---- | - | - | - | ----- | ---- |
| 1.     | ABC              | 6    | 4 | 1 | 1 | 7:3   | 13   |
| 2.     | São Gonçalo      | 6    | 3 | 2 | 1 | 9:4   | 11   |
| 3.     | América de Natal | 6    | 3 | 0 | 3 | 7:8   | 9    |
| 4.     | Corintians       | 6    | 0 | 1 | 5 | 4:12  | 1    |

|  | Winnaar eerste toernooi |

## Tweede toernooi

### Groep A
| Plaats | Club                | Wed. | W | G | V | Saldo | Ptn. |
| ------ | ------------------- | ---- | - | - | - | ----- | ---- |
| 1.     | América de Natal    | 8    | 4 | 4 | 0 | 14:6  | 16   |
| 2.     | São Gonçalo         | 8    | 3 | 4 | 1 | 12:6  | 13   |
| 3.     | Potiguar de Mossoró | 8    | 3 | 2 | 2 | 13:10 | 11   |
| 4.     | São Paulo           | 8    | 1 | 4 | 3 | 5:11  | 7    |
| 5.     | Alecrim             | 8    | 0 | 4 | 4 | 3:12  | 4    |

|  | Geplaatst voor de tweede fase |

### Groep B
| Plaats | Club        | Wed. | W | G | V | Saldo | Ptn. |
| ------ | ----------- | ---- | - | - | - | ----- | ---- |
| 1.     | ABC         | 8    | 5 | 2 | 1 | 21:9  | 17   |
| 2.     | CAP         | 8    | 3 | 3 | 2 | 12:13 | 12   |
| 3.     | Baraúnas    | 8    | 3 | 1 | 4 | 11:17 | 10   |
| 4.     | Corintians  | 8    | 2 | 3 | 3 | 20:17 | 9    |
| 5.     | Pauferrense | 8    | 1 | 3 | 4 | 7:15  | 6    |

|  | Geplaatst voor tweede fase |
|  | Degradatie play-off        |

### Tweede fase
In geval van gelijkstand gaat degene door die het beste presteerde in de groepsfase. De beste verliezer werd ook opgevist voor de finalegroep.
| Team #1  | Tot.  | Team #2     | 1ste wed | 2de wed |
| -------- | ----- | ----------- | -------- | ------- |
| Baraúnas | 0 - 4 | América     | 0 - 3    | 0 - 1   |
| Potiguar | 0 - 6 | ABC         | 0 - 1    | 0 - 5   |
| CAP      | 2 - 2 | São Gonçalo | 1 - 0    | 1 - 2   |

### Finalegroep
| Plaats | Club             | Wed. | W | G | V | Saldo | Ptn. |
| ------ | ---------------- | ---- | - | - | - | ----- | ---- |
| 1.     | ABC              | 6    | 3 | 2 | 1 | 5:2   | 11   |
| 2.     | São Gonçalo      | 6    | 2 | 2 | 2 | 5:6   | 8    |
| 3.     | CAP              | 6    | 2 | 1 | 3 | 5:8   | 7    |
| 4.     | América de Natal | 6    | 1 | 3 | 2 | 6:5   | 6    |

|  | Winnaar eerste toernooi |

## Kampioen
| Campeonato Potiguar de 2000 |
| Rio Grande do Norte         |
| --------------------------- |
| ABC Kampioen (47° titel)    |